# Salvador Valdés Mesa
Salvador Valdés Mesa (1945. június 13.) kubai politikus és volt szakszervezeti vezető.  Ő Kuba alelnöke 2018 áprilisától, és tagja a Kubai Kommunista Párt Központi Bizottságának.
Őt választották Miguel Díaz-Canel utódjának az alelnöki posztra.